# ایروان‌لی (ترتر)
ایروان‌لی (به لاتین: İrəvanlı) یک منطقه مسکونی در جمهوری آذربایجان است که در شهرستان ترتر واقع شده است. ایروان‌لی ۱۶۰۳ نفر جمعیت دارد.